# Луїд'я-Ярв
Луїд'я-Ярв (ест. Luidja järv, інші назви ест. Poama järv) — озеро в Естонії, що розташоване на острові Хіюмаа, у волості Киргессааре.